# Josep Jordi Guardiola i Bonet
Josep Jordi Guardiola i Bonet (Barcelona, 1869-1950) fue un pintor, ceramista y periodista español, a caballo entre el modernismo y el novecentismo.
Estudió en la Escuela de la Lonja de Barcelona, donde fue discípulo de Luis Rigalt y Ramón Amado. Realizó varias exposiciones en la Sala Parés de Barcelona, pero priorizó su labor como ceramista a su obra pictórica, que nunca dejó del todo.
Se formó como ceramista con Lluís Diví, labor a la que se dedicó en exclusiva desde 1918. Trabajó en un estilo algo barroco, con piezas reconocibles por una fuerte tendencia al horror vacui, en loza esmaltada, gres y porcelana. Gracias a la calidad de su obra, el gobierno francés le invitó a trabajar en Sèvres (1934-1937), donde elaboró numerosas piezas que fueron vendidas entre el público de ese país.
Recibió diversos premios por su obra: Segunda Medalla en la Exposición de Madrid de 1924, Segunda Medalla de la Exposición Internacional de Artes Decorativas e Industrias Modernas de París de 1925, Primera Medalla en la Exposición Internacional de Filadelfia de 1926 y Primera Medalla en la Exposición Internacional de Barcelona de 1929.
Como periodista, colaboró como crítico de arte en La Vanguardia, La Renaixensa, El Poble Català y De tots colors, firmando con el pseudónimo de Faune.